# Binbrook
Binbrook – wieś w Anglii, w hrabstwie Lincolnshire, w dystrykcie East Lindsey. Leży 33 km na północny wschód od Lincoln i 214 km na północ od Londynu.